# أشلي جونسون (لاعب اتحاد الرغبي)
أشلي جونسون (بالإنجليزية: Ashley Johnson)‏ هو لاعب اتحاد الرغبي جنوب أفريقي، ولد في 16 مايو 1986 في Wynberg, Cape Town ‏ في جنوب أفريقيا.